# Molen Ter Zeven Wegen
De Molen Ter Zeven Wegen is een windmolen in Denderwindeke in de Belgische provincie Oost-Vlaanderen. De korenmolen werd in 1790. Het is een bergmolen die na een brand in 1863 is verhoogd. Om voldoende ruimte voor de molenkap te maken is een "uitkragende muizentandfries" aangebracht, waarboven de romp cilindrisch werd opgemetseld. Opvallend is ook de zetelkap met staartoversteek. Deze eigenschappen geven de molen een zeer karakteristiek uiterlijk.
De Molen Ter Zeven Wegen, zoals hij reeds halverwege de negentiende eeuw werd genoemd, heeft tot 1955 op windkracht gemalen. Vanwege de slechte staat waarin de molen verkeerde, werd het wiekenkruis in 1991 verwijderd. In 1993 verkreeg de stad Ninove de vervallen molen in erfpacht en van 2002 tot 2005 werd hij zeer grondig gerestaureerd, waarbij de molen geheel is afgebroken en heropgebouwd. Sinds de restauratie is hij opnieuw maalvaardig.
In de molen bevinden zich vier maalkoppels, een haverpletter en een graankuiser. Men kan de Molen Ter Zeven Wegen bezoeken op iedere laatste zondagmiddag van de maand of op afspraak.

Panorama
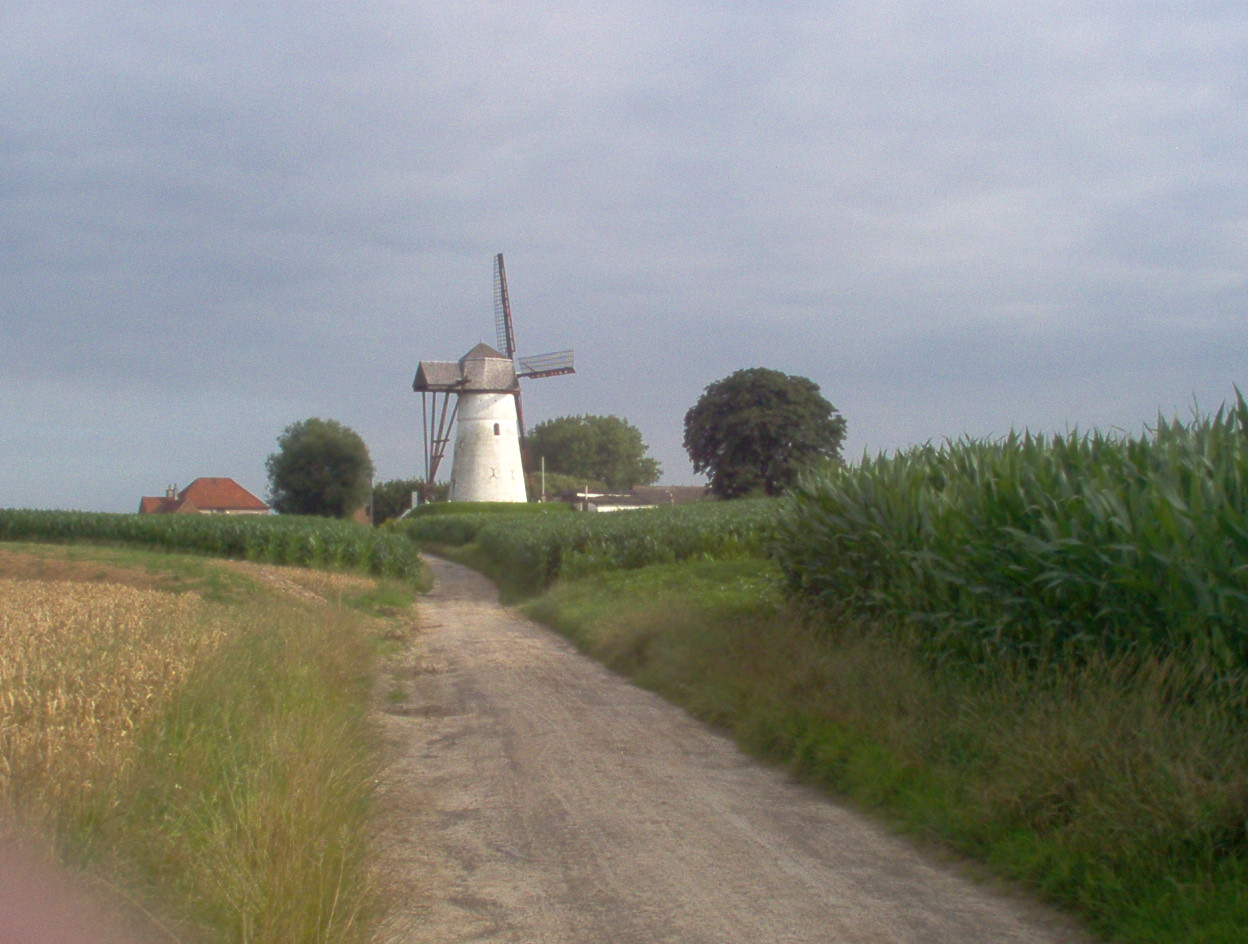
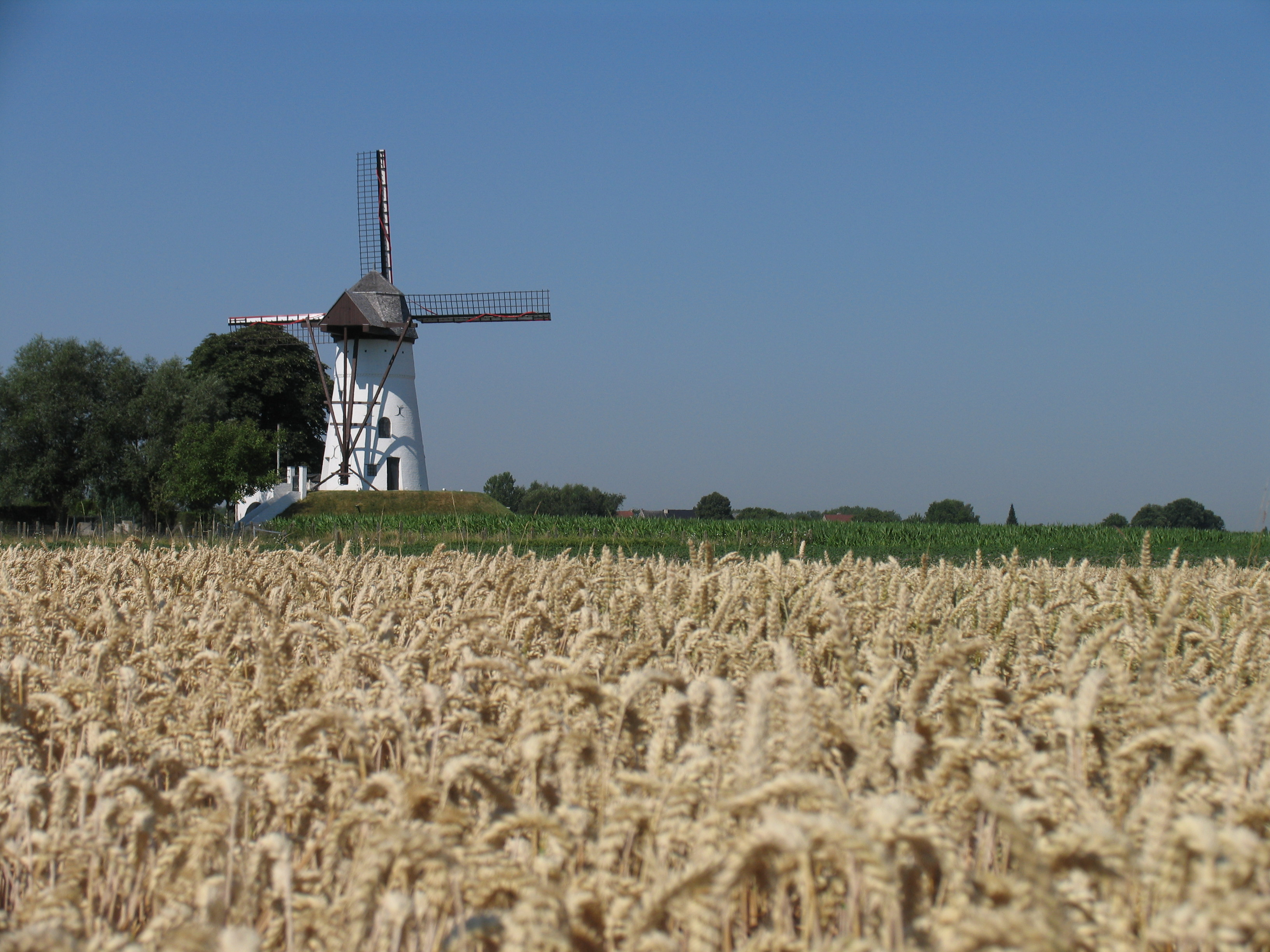
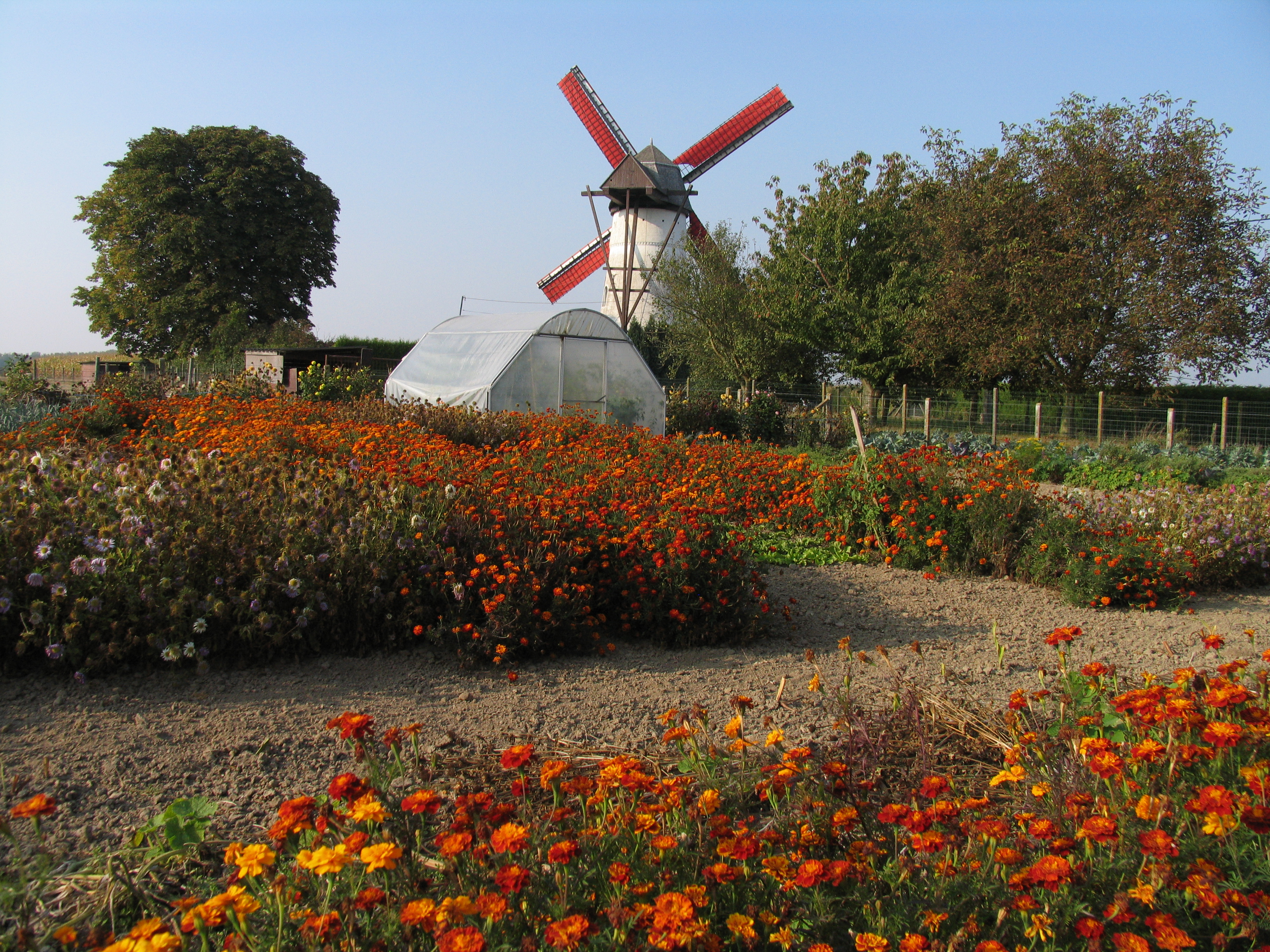
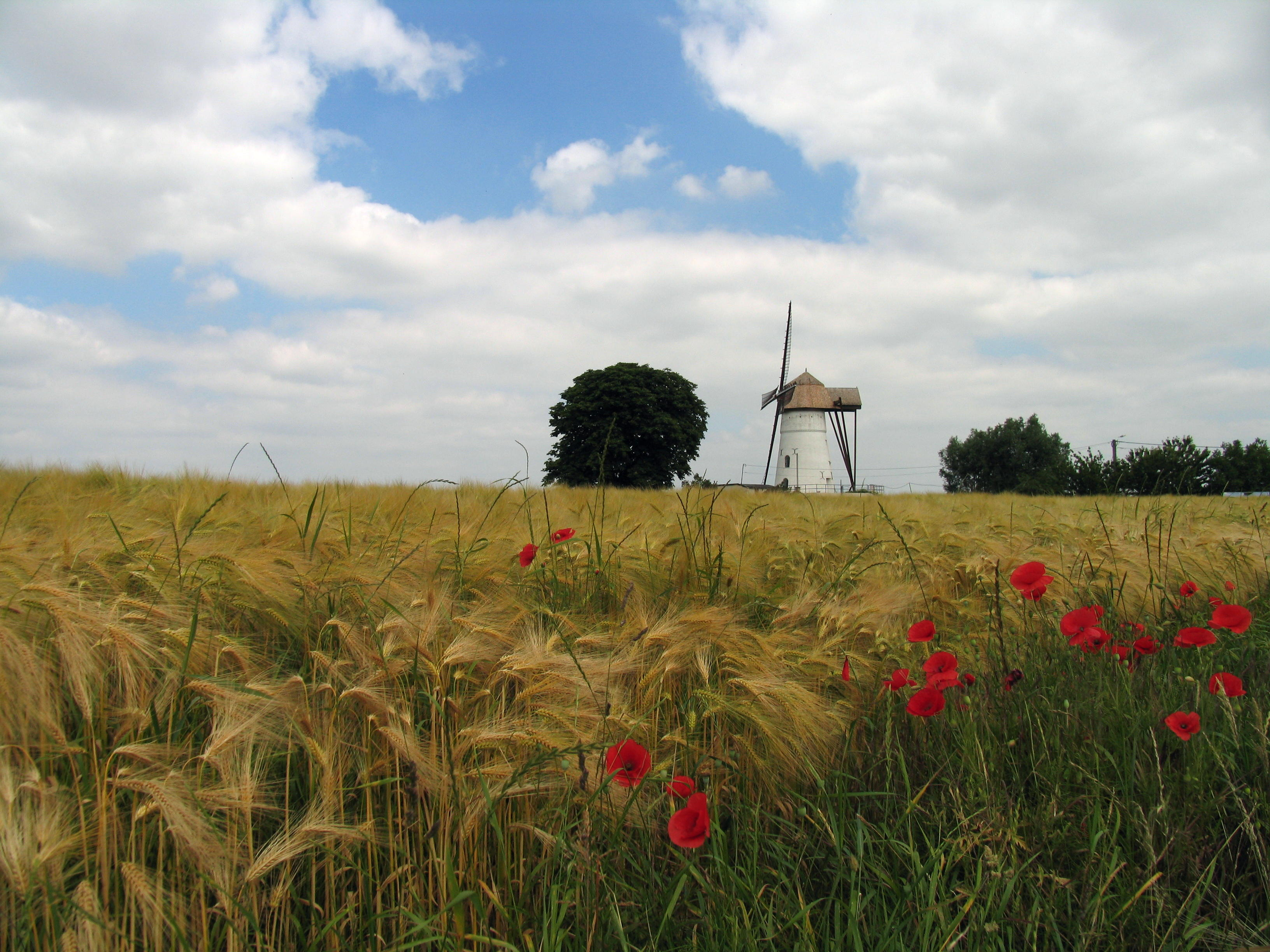